# Кольцов, Пётр Алексеевич
Пётр Алексеевич Кольцов — советский хозяйственный и политический деятель.

## Биография
Родился в 1907 году в д. Сосновый Ключ Чистопольского уезда Казанской губернии в семье крестьянина. Русский. Член ВКП(б) с января 1931.
Окончил сельскохозяйственный техникум в городе Чистополь (1927), Сельскохозяйственную академию имени Тимирязева в Москве (1936).
Работал агрономом в Татарской АССР, с ноября 1932 по август 1936 года студент, с сентября 1936 по март 1938 аспирант сельхозакадемии имени Тимирязева в Москве.
В марте-июле 1938 года — директор Белорусской сельскохозяйственной академии в Горках.
С июля 1938 по январь 1939 года — нарком земледелия БССР. В январе-июле 1939 года — 2-й секретарь ЦК КП(б)Б.
Депутат Верховного Совета Белорусской ССР 1-го созыва. Делегат XVIII съезда ВКП(б).
С октября 1939 по июнь 1941 года — аспирант сельхозакадемии имени Тимирязева.
В июне 1941 — марте 1946 года служил в войсках НКВД.
С марта 1946 года по октябрь 1953 года — первый заместитель министра сельского хозяйства Литовской ССР.
С октября 1953 года по март 1960 года работал в Министерстве сельского хозяйства РСФСР.
С марта 1960 по июль 1967 года — доцент Московского государственного библиотечного института в городе Химки Московской области.
С сентября 1967 года — доцент Высшей школы профсоюзного движения ВЦСПС.
С июля 1972 года — персональный пенсионер союзного значения.
Умер в ноябре 1983 года.

## Награды
- Орден Ленина (1939)
- Орден Трудового Красного Знамени (1950)
- Орден Красной Звезды (1945)